# Eylaui csata (1807)

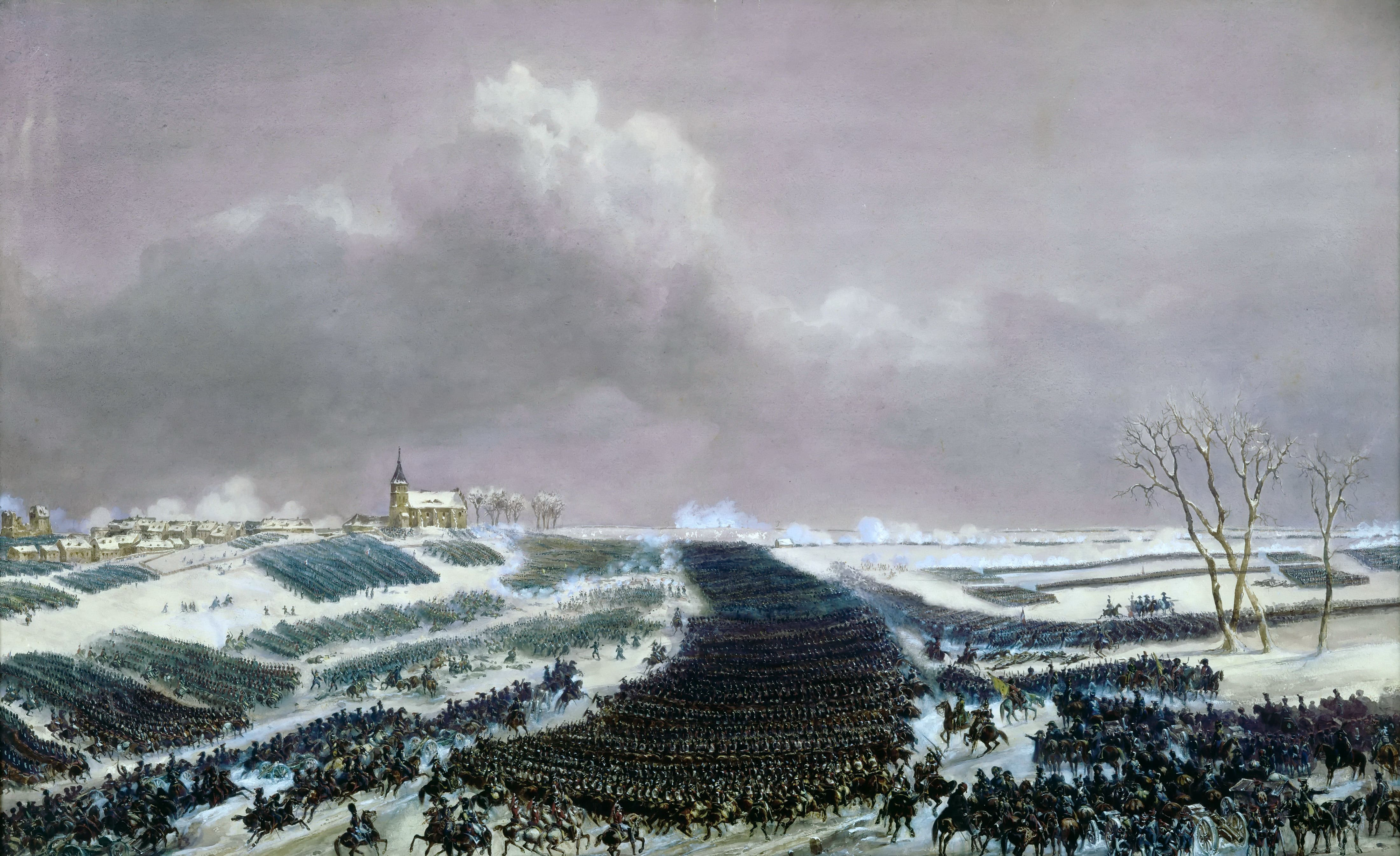
Lovasság az eylaui csatában

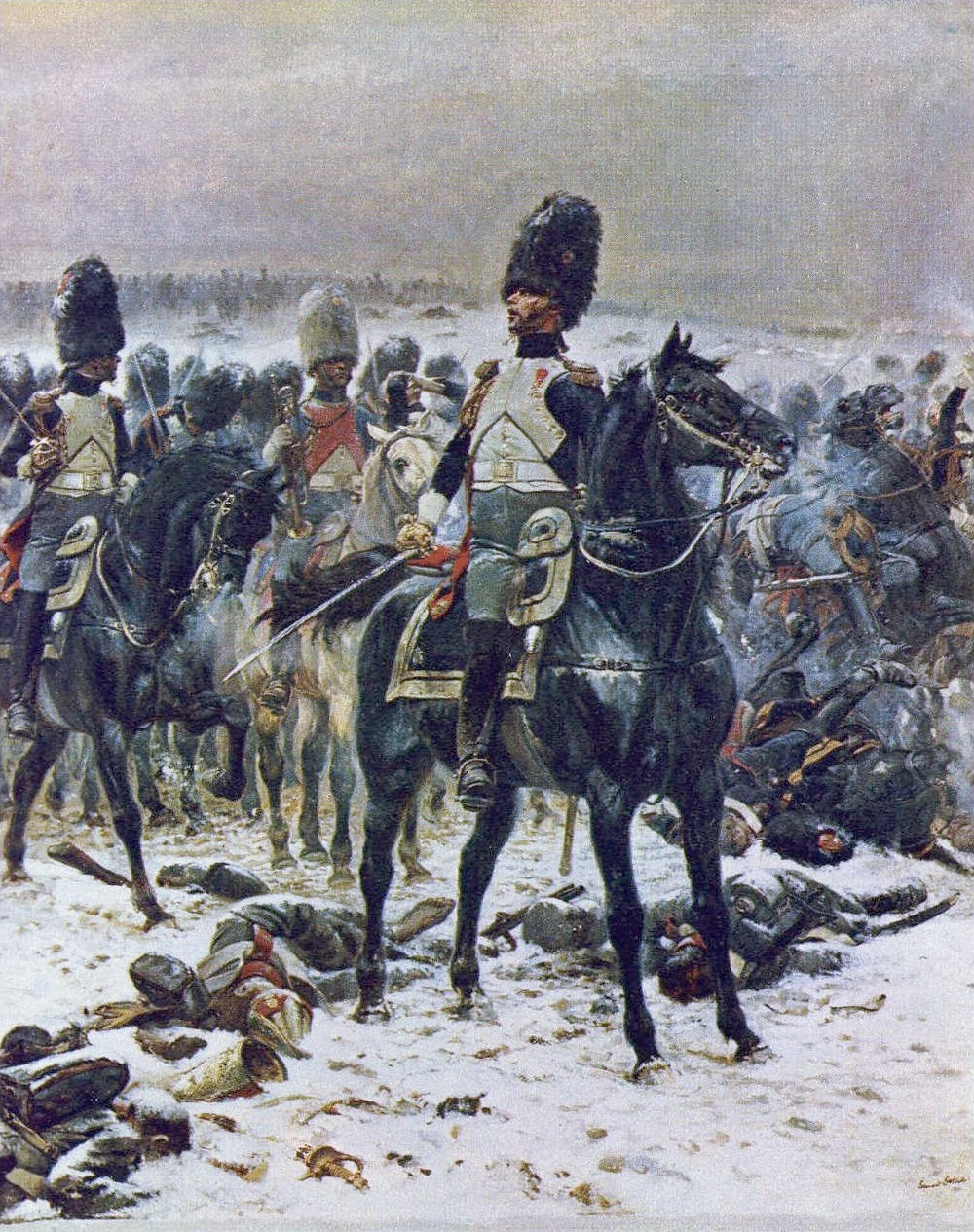
Lovas gránátosok a csatában

Az eylaui csata (1807. február 7–8.) Napóleon seregeinek a negyedik koalíció ellen vívott egyik ütközete. Első ízben a háború során Napóleonnak nem sikerült katonáit győzelemre vezetnie.

## Előzmények
Ausztria és Poroszország legyőzése után Napóleon az Orosz Birodalom ellen fordult. A csatára Preußisch Eylaunál (ma Bagratyinovszk, Oroszország) került sor, a kelet-poroszországi Königsbergtől (ma Kalinyingrád) 37 km-re délre.

## A csata

### Első nap
Leontyij Leontyjevics Bennigsen vezette orosz–porosz hadserege röviddel azután ütközött meg a francia sereggel, hogy az oroszok megindították váratlan téli offenzívájukat. Soult és Murat francia tábornokok lovassága délután 2 óra körül elérte Eylau térségét. A délután folyamán Augereau tábornok seregei és a gárda ezeket megerősítették. A csata kezdetén a francia erők felfejlődtek Eylau város elfoglalására. Napoleon számára ez biztosította volna az előnyt az orosz és  az Anton Wilhelm von L’Estocq porosz tábornok vezette erőkkel szemben a szörnyű hidegben. A kezdeti előre nem tervezett csata február 7-én mind a két oldal számára kb. 4000 főnyi veszteséget okozott, de egyik harcoló fél sem ért el döntő eredményt.

### Második nap
Február 8-án, reggel Napóleonnak csak 41 000 katonája volt Bennigsen 64 000 fős seregével szemben. Ezért a császár az erősítés megérkeztéig halogató hadműveletet folytatott. Megpróbálta lovasrohamokkal fékezni az oroszok előrenyomulását. A hóviharban végrehajtott, súlyos veszteséggel járó első rohamot az oroszok visszaverték. Időközben három orosz hadoszlop előretört a gyenge francia vonalak irányába. Napóleon a tartalékból Joachim Murat vezetésével 10 700 főnyi lovasságot küldött, hogy megállítsa az oroszokat: „Nous laisseras-tu dévorer par ces gens-là?” „Hagyjuk magunkat felemészteni ilyen emberektől?” - Murat marsall a történelem egyik legnagyobb lovasrohamával megállította az orosz előretörést, két oszlopban átvágták az oroszok derékhadát, majd egyetlen oszlopban, az oroszok hátába kerülve, ismét szétverték a vonalaikat. Ez a lovasroham tette lehetővé Napóleon számára, hogy megvédje a derékhadat, és úrrá legyen a válságos helyzeten. A következő hat órában mind a két sereghez megérkezett az erősítés. A patthelyzet így tovább tartott, míg a kimerültség következtében este 10 órakor vége lett a harcnak. Az éjszaka folyamán Benningsen visszavonult.

## Eredményei
Bennigsen hadserege bár visszavonult, de nem volt legyőzve. Napóleon tovább folytatta hadjáratát az Orosz Birodalom ellen. Az oroszok mintegy 26 000 embert veszítettek. A 19 000 fős francia veszteségről a francia császár csak így nyilatkozott: „Une nuit de Paris réparera tout ça” („Egy párizsi éjszaka helyre fogja állítani az egészet.”) Ney francia marsall borúlátóbb volt: „Quel massacre! Et sans résultat!” (Micsoda mészárlás! És eredmény nélkül...). Ez a csata nem vezetett a korábbi napoleoni győzelmekhez, viszont a következő, friedlandi csata már tárgyalóasztalhoz kényszerítette az orosz cárt.

## További információk

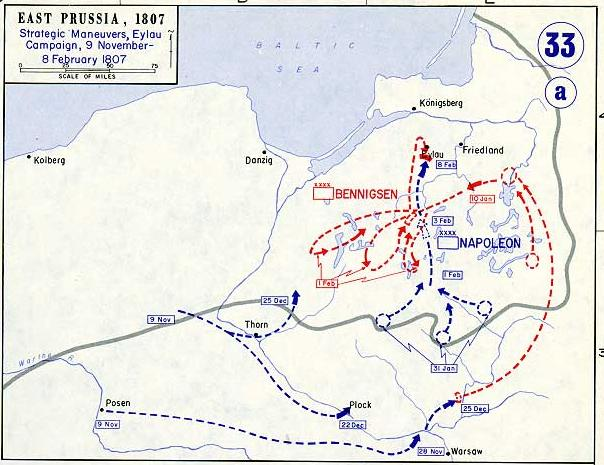
A csata vázlata